# Club Sportif Hammam-Lif (Basketball)
Die Basketballabteilung des Club Sportif de Hammam-Lif (arabisch النادي الرياضي لحمام الأنف, DMG an-Nādī ar-Riyāḍī li-Ḥammām al-ʾAnf) ist Teil des gleichnamigen tunesischen Sportvereins aus der Küstenstadt Hammam-Lif. Die Mannschaft spielte mehrfach in der höchsten nationalen Liga und konnte mehrere Meistertitel in der zweiten Spielklasse erringen.
Die Heimhalle des Vereins ist nach Abdelaziz Ghelala benannt, der 1966 als Spielertrainer die Handballmannschaft von Hammam-Lif zur bislang einzigen Meisterschaft führte und als einer der größten Athleten der Vereinsgeschichte gilt.

## Erfolge
| Titelgewinne                                     |
| ------------------------------------------------ |
| - Zweitliga-Meister (4) - 1974, 1976, 2009, 2012 |